# مهدی نیایش‌پور
مهدی نیایش‌پور (زادهٔ ۲۵ ژانویهٔ ۱۹۹۲) یک بازیکن فوتبال اهل ایران است.
مهدی نیایش پور به عنوان بهترین گلزن در تاریخ لیگ برتر زیر۲۱ سال ایران در سال ۱۳۹۲ شناخته می‌شود وی با زدن ۲۵ گل در ۱۶ بازی در لیگ برتر زیر ۲۱ سال ایران. توانست رکورد ۱۶ساله را جابجا کند و به رکوردی دست نیافتنی دست یابد و این رکورد هنوز ماندگار است